# Aravus
Aravus (en arménien Արավուս) est une communauté rurale du marz de Syunik en Arménie. En 2011, elle compte 184 habitants.

## Géographie

### Situation
Aravus est située à 22 km de Goris et à 87 km de Kapan, la capitale régionale.

### Topographie
L'altitude moyenne d'Aravus est de 1 390 m.

### Territoire
La communauté couvre 443 hectares, dont :
- 410 ha de terrains agricoles ;
- 1 ha de terrains industriels ;
- 1 ha alloués aux infrastructures énergétiques, de transport, de communication, etc. ;
- 1 ha d'aires protégées ;
- 3 ha d'eau[3].

## Politique
Le maire (ou plus correctement le chef de la communauté) d'Aravus est depuis 2005 Argam Hovsepyan.
| Début | Fin      | Nom             | Parti                       |
| ----- | -------- | --------------- | --------------------------- |
| 2005  | 2008     | Argam Hovsepyan | Parti républicain d'Arménie |
| 2008  | 2012     | Argam Hovsepyan | Parti républicain d'Arménie |
| 2012  | En cours | Argam Hovsepyan | Parti républicain d'Arménie |

## Économie
L'économie de la communauté repose principalement sur l'agriculture.

## Démographie
| 2001 | 2008 | 2011 |
| ---- | ---- | ---- |
| 168  | 209  | 184  |